# Kąty-Miąski
Kąty-Miąski – wieś w Polsce położona w województwie mazowieckim, w powiecie wołomińskim, w gminie Strachówka. Ma status sołectwa. Przez miejscowość przepływa rzeka Cienka – dopływ Rządzy.
| SIMC    | Nazwa      | Rodzaj     |
| ------- | ---------- | ---------- |
| 0691949 | Flakowizna | przysiółek |

W latach 1954–1961 wieś należała i była siedzibą władz gromady Kąty-Miąski, po jej zniesieniu w gromadzie Strachówka. W latach 1975–1998 miejscowość administracyjnie należała do województwa siedleckiego.
Wierni Kościoła rzymskokatolickiego należą do parafii św. Jana Chrzciciela i św. Stanisława BM w Stanisławowie.